# Bernd Raupach
Bernd Raupach (* 9. Juni 1962) ist ein deutscher Skilangläufer und -trainer.

## Leben
Raupach wurde über seinen Vater bereits nach der Geburt Mitglied des Skiclubs Hochvogel München. Im Alter von sechs Jahren nahm er erstmals an Wettkämpfen teil.
In seiner Leistungssportlaufbahn schaffte er es bis in die Lehrgangsgruppe I des Deutschen Skiverbandes (DSV). Bei der Deutschen Nordischen Skimeisterschaft 1979 holte er zusammen mit Kurt Dotzler, Stefan Dotzler und  Wolfgang Müller die Bronzemedaille im Staffelwettbewerb für den SC Hochvogel. Zusammen mit Stefan Dotzler, Wolfgang Müller und Herbert Bauer holte er 1985 erstmals die Goldmedaille für seinen Verein bei der Bayerischen Vereinsstaffelmeisterschaft. Bei der Deutschen Meisterschaft 1986 gewann Raupach die Bronzemedaille im 50-km-Skilanglauf und bei der Deutschen Meisterschaft 1988 über die 50-km-Distanz.
Zudem holte er bei der Deutschen Meisterschaft 1988 im Staffelteam mit Walter Pichler, Franz Danner und Stefan Dotzler die Goldmedaille, ebenso bei der Deutschen Meisterschaft 1990 zusammen mit Stefan Dotzler, Walter Pichler und Georg Fischer. Er war auch Mitglied der SC-Hochvogel-Teams, die bei den Deutschen Meisterschaften 1987 bis 1989 im Hattrick die 4 × 10-km-Staffelwettbewerbe der Vereine gewannen – 1987 und 1988 zusammen mit Christian Maiwald, Wolfgang Müller und Stefan Dotzler, 1989 mit Andreas Puff anstelle von Müller.
Über den Leistungssport kam Raupach über die Sportschule des Bundesgrenzschutzes (BGS) in Bad Endorf zur Berufsausbildung als Bundespolizist und lief von 1993 bis 2001 im Langlaufkader des BGS. 1995 schloss er seine 1987 begonnene Trainerausbildung  als staatlich geprüfter Trainer / Diplomtrainer des Deutschen Olympischen Sportbundes (DOSB) ab.
Von 2001 bis 2006 war er Trainer des DSV-Bundesstützpunktes Ruhpolding und im Anschluss zusammen mit Franz Gattermann Cheftrainer der ÖSV-Nationalauswahl im Skilanglauf. Seit 2011 ist Raupach leitender Stützpunkttrainer in Ruhpolding. Er ist zudem 1. Vorsitzender seines Heimatclubs.